# Muzička produkcija
Muzička produkcija je proces koji obuhvata komponovanje, aranžiranje, snimanje, uređivanje,  miksing i mastering. Muzička  produkcija uključuje i distribuiranje sadržaja, tj. muzike (u tom slučaju, muzička produkcija pokriva marketinške i organizatorske delatnosti). Muzička produkcija se, kao i pozorišna i filmska, odvija u tri faze: faza komponovanja ili preprodukcija, faza snimanja odnosno centralni deo produkcije i faza uređivanja koja podrazvumeva zvučno ujednačavanje snimljenog materijala ili postprodukcija.
U muzičkoj, pozorišnoj i filmskoj umetnosti postoji i izvršna produkcija, odnosno finansijsko podržavanje procesa produkcije.

## Faze muzičke produkcije
Pre-produkcija
Prva faza u muzičkoj produkciji je pre-produkcija. Nju čine osmišljavanje, pisanje i aranžiranje muzičkog materijala, razrada na studijskim probama i potom uvežbavanje do samog snimanja.
Produkcija
Druga faza je sama produkcija, realizovanje odnosno višekanalno snimanje u muzičkom studiju. Snimljeni muzički materijal se potom uređuje i priprema za poslednju fazu.
Post-produkcija
Poslednju fazu ili post-produkciju čine dva koraka.

## Miksovanje
Miksovanje je prvi korak muzičke post-produkcije. Miksovanje je proces koji se odnosi na kombinovanje svih traka/kanala do stereo ili mono datoteke, što uključuje i zvučno ujednačavanje traka/kanala prema pravilima tehnike i akustike. Tokom ovog procesa, detaljno se obraća pažnja na nivoe frekvencija, dinamiku i postavljanje zvuka u stereo polju sistema za reprodukciju. Intervenijce poput dodavanja efekata kao što su reverberacija (reverb), kašnjenje (delay), ekvilizacija (equalization) i/ili kompresija (dynamic range compression), jesu neke od najčešćih tokom faze miksovanja.
Miksovanje, naročito u popularnoj muzici, sve se češće ističe kao ključni element zvučne estetike i zvučne prepoznatljivosti autora, te se u tom smislu smatra sastavnim kreativnim procesom u muzičkoj produkciji. 

## Mastering
Mastering predstavlja finalizaciju procesa muzičke produkcije u kom producent polira zvučnu sliku i podešava sve zvučne frekvencije i nivoe kako bi kvalitet zvuka bio što bolji. Profesionalni mastering inženjeri rade u visokospecijalizovanim objektima sa posebnom akustikom i najvkalitetnijom opremom kako bi muziku čuli što preciznije.